# Op z'n Hollands
Op z'n Hollands was een Nederlandse realitysoap rond pornoster Kim Holland, uitgezonden door Talpa in 2006.
In januari 2006 zond Talpa twee afleveringen uit, maar haalde de serie vervolgens van de buis. Er waren oorspronkelijk acht afleveringen gepland, en de kijkcijfers waren naar behoren, maar John de Mol vond dat de inhoud ervan niet voldoende paste bij het soort televisiezender dat Talpa wilde zijn.
Holland was verbijsterd door de beslissing. Zij meende dat de zender zelf verantwoordelijk was voor de 'heftige beelden' die waren uitgezonden, omdat Talpa alle items en uitzendingen van tevoren had gezien en goedgekeurd. Zelf was Holland niet verantwoordelijk voor de montage. Ze eiste daarom dat de overige zes afleveringen alsnog zouden worden vertoond en dreigde juridische stappen te ondernemen.
Het dreigement met een rechtszaak hielp. Talpa beloofde de beelden (onder andere van Hollands huwelijk in Las Vegas) te laten hermonteren door tv-producent Eyeworks en dan alsnog uit te zenden. Uiteindelijk werden deze afleveringen in juni 2006 te zien. De gekozen startdatum viel samen met de opening van het Wereldkampioenschap voetbal 2006. De kijkcijfers waren dan ook laag.